# Autofretáž
Autofretáž je proces zvyšující životnost součástí, které jsou v provozu opakovaně zatěžovány vnitřním přetlakem. Pojem autofretáž vychází z francouzského výrazu frettage, kterým se označuje zpevňování nádob, potrubí, kol vozů apod., pomocí obručí.

## Princip autofretáže
Při autofretáži se součást jednorázově či opakovaně vystaví vnitřnímu přetlaku, jehož velikost se volí takových způsobem, aby se materiál v nejvíce namáhaných oblastech, tj. na vnitřním straně součásti a v přilehlých vrubech, plasticky zdeformoval. Při odlehčení pak plasticky zdeformované oblasti materiálu brání elasticky zdeformovanému zbytku součásti ve smrštění na původní velikost. To vede ke vzniku tlakových napětí na vnitřní straně součásti a tahových napětí na vnější straně součásti.
Pokud je součást v provozu cyklicky zatěžována vnitřním přetlakem, pak nejvíce zatěžovanou oblastí je opět vnitřní povrch součásti a přilehlé vruby. Autofretáží vyvolaná tlaková napětí, která zde působí, zmenšují velikost cyklického tahového namáhání a tím prodlužují dobu potřebnou k iniciaci trhliny. Tlaková napětí také zpomalují růst trhliny a v některých případech mohou dokonce způsobit i její úplné zastavení. Tahová napětí na vnější straně součásti zpravidla nemají, vzhledem ke své velikosti, podstatný vliv na životnost součásti.
Autofretovat lze součásti vyrobené z materiálů, které jsou schopné makroplastické deformace, u kterých mez kluzu výrazně nezávisí na směru předchozího zatížení (slabý Bauschingerův jev) a které vykazují stabilitu zbytkových napětí. Běžně se autofretují součásti z ocelí a hliníkových slitin s tažností přes 20 %, úspěšně se však autofretují i součásti z ocelí s tažností menší než 2 %.

## Technologie autofretáže
K vyvození potřebného tlaku na vnitřní straně součásti se užívají dva základní postupy:
- U rovných tlustostěnných trubek se používá protahování trubky trnem, který má větší vnější průměr, než je vnitřní průměr trubky.
- Tvarově složitější součásti se natlakují kapalinou. Běžně se používají tlaky do 1000 MPa, známé jsou však i případy, kdy autofretážní tlak přesahuje 1400 MPa.

Při autofretáži se autofretovaná součást trvale deformuje, což může vést k omezení její funkčnosti či způsobovat problémy při montáži. Dodatečné obrábění či ohýbání součásti však zpravidla není žádoucí, protože tyto operace obvykle snižují velikost tlakových napětí na vnitřním povrchu součásti. Podobně nepříznivě působí i vlisování dílců do již autofretované součásti.

## Příklady použití
- tlakové nádoby
- hydraulické rozvody
- části dieselových motorů
- hlavně střelných zbraní
- zařízení pro řezání pomocí vodního paprsku